# Papagai australià
El papagai australià (Alisterus scapularis) és una espècie d'ocell de la família dels psitàcids (psittacidae) que habita boscos, matolls i medi humà, a la llarga de la costa oriental d'Austràlia des del nord de Queensland cap al sud fins al sud de Victòria (Austràlia).